# Shandong Nanzi Paiqiu Dui
Lo Shandong Nanzi Paiqiu Dui è una società pallavolistica maschile cinese con sede a Laiwu e militante nel massimo campionato cinese, la Volleyball League A.

## Storia
Lo Shandong Nanzi Paiqiu Dui viene fondato nel 1956, come formazione provinciale dello Shandong gestita dal governo locale. Prima della nascita del campionato cinese professionistico, lo Shandong prendeva parte alle competizioni locali di livello amatoriale.
Nel 1996 con l'avvento del professionismo, la squadra continua a militare ininterrottamente per tre annate nel campionato di livello locale, prima di ottenere la promozione in massima serie, debuttando in Volleyball League A nella stagione 1999-00, chiusa al settimo posto.
Per oltre dieci annate lo Shandong si classifica costantemente tra il quarto ed il decimo posto, fino alla stagione 2013-14, quando si piazza al terzo posto, per poi fare meglio nella stagione seguente, raggiungendo la prima finale scudetto della propria storia, persa in quattro gare contro lo Shanghai Jinse Nianhua Nanzi Paiqiu Julebu.

## Rosa 2015-2016
| N° | Nome          | Ruolo | Data di nascita  | Nazionalità sportiva |
| -- | ------------- | ----- | ---------------- | -------------------- |
| 1  | Wang Hao      | C     | 6 dicembre 1995  | Cina                 |
| 2  | Cui Xiao      | C     | 21 febbraio 1995 | Cina                 |
| 3  | Wang Xiangyu  | C     | 20 gennaio 1996  | Cina                 |
| 4  | Liu Bing      | S     | 5 febbraio 1995  | Cina                 |
| 5  | Song Jianwei  | S     | 4 gennaio 1992   | Cina                 |
| 6  | Li Runming    | P     | 1º marzo 1990    | Cina                 |
| 7  | Liu Meng      | P     | 11 febbraio 1995 | Cina                 |
| 8  | Wang Huanxiao | C     | 28 ottobre 1990  | Cina                 |
| 9  | Li Rongjian   | S     | 9 aprile 1994    | Cina                 |
| 10 | Ji Daoshuai   | S     | 7 febbraio 1992  | Cina                 |
| 11 | Li Bohan      | S     | 1º maggio 1994   | Cina                 |
| 12 | Yang Yaning   | L     | 16 giugno 1984   | Cina                 |
| 13 | He Ningning   | S/O   | 26 gennaio 1989  | Cina                 |
| 14 | Guo Yifei     | S     | 29 maggio 1994   | Cina                 |
| 15 | Ji Xingchen   | L     | 13 novembre 1989 | Cina                 |
| 16 | Geng Xin      | C     | 15 novembre 1989 | Cina                 |
| 17 | Xiao Yifei    | S     | 12 marzo 1999    | Cina                 |
| 18 | Kou Zhichao   | S/O   | 26 giugno 1989   | Cina                 |
| 19 | Fu Houwen     | S     | 17 maggio 1996   | Cina                 |
| 20 | Yang Huaxing  | S     | 7 febbraio 1997  | Cina                 |